# Surinaamse Atletiek Bond
De Surinaamse Atletiek Bond (SAB) is de sportbond voor atletiek in Suriname. De bond werd op 30 december 1948 opgericht.
Van 2011 was Wati Deets voorzitter (al sinds 2006 plaatsvervangend) van de SAB. De huidige voorzitter is Dennis Mac Donald.
De SAB is aangesloten bij de volgende overkoepelende organisaties:
- Surinaams Olympisch Comité (SOC)
- International Association of Athletics Federations (IAAF)
- CONSUDATLE (Zuid-Amerikaanse Atletiekfederatie)
- Associatie voor Pan-Amerikaanse Atletiek (APA)
- Centraal-Amerikaanse en Caraïbische Atletiek Associatie (CACAC)